# Jan Elzinga
Jan Elzinga (24 ottobre 1920 – ...) è stato un poliziotto olandese, deportato nei campi di concentramento per aver rifiutato, assieme ai suoi colleghi, di arrestare sette ebrei anziani.

## Biografia
Il 9 marzo 1943 il poliziotto Jan Elzinga e i colleghi Dirk Boonstra, Jan Deddens, Klaas Berga, Tönnis Bulthuis, Theodorus Buunk, Tjerk van der Hauw, Geert Holvast, Roelf Mulder e Willem Vlijm, della stazione di polizia di Grootegast, Groninga e di altri villaggi nella zona, vennero incaricati di arrestare sette ebrei anziani e deportarli a Westerbork ma rifiutarono di eseguire tale ordine. Due giorni dopo vennero dapprima convocati dal comandante distrettuale e successivamente rimproverati dal comandante regionale di Groninga. Entrambi cercarono di convincerli ad eseguire l'ordine ma i poliziotti rifiutarono nuovamente . I poliziotti vennero, così, deportati nel Campo di concentramento di Herzogenbusch. Jan divenne disabile in modo permanente dopo essere stato per otto settimane in isolamento. Venne rilasciato nell'agosto del 1944. Il 14 novembre del 1988 ha ricevuto la nomina a Giusto tra le nazioni.